# Frumoasa (Teleorman)
Frumoasa é uma comuna romena localizada no distrito de Teleorman, na região de Muntênia. A comuna possui uma área de 47.47 km² e sua população era de 2386 habitantes segundo o censo de 2007.